# Ardo Hansson
Ardo Hillar Hansson (nacido el 15 de julio de 1958 en Chicago) es un economista estonio. Ardo Hansson fue gobernador del Banco de Estonia entre 2012 y 2019.
Hansson trabajó como economista en el Banco Mundial desde 1998 a 2012 con países de Europa del este y los Balcanes y China. Durante 1993-1998 Hansson formó parte de la Junta de Supervisión del Banco de Estonia, entre 1992 y 1995. Ha sido llamado «el padre fundador de la corona estonia», moneda que Estonia empleó hasta enero de 2011, momento en el que se produjo su adhesión a la zona euro, ya que Hansson planeaba establecer un tipo de cambio fijo de la corona ligado a la del marco alemán en 1992.
En 1997 fue asesor económico del Primer ministro, y de 1991 a 1992 asesor del Ministerio de Asuntos Exteriores. Fue miembro del Comité de la Reforma Monetaria. Asistió a la Escuela Secundaria de Semiahmoo, Surrey, Canadá.
Ha trabajado para varias universidades de renombre y publicado numerosos artículos sobre política económica. Hansson posee un doctorado en Economía por la Universidad de Harvard.